# Sphyrotheca mucroserrata
Sphyrotheca mucroserrata är en urinsektsart som beskrevs av Jerry Allen Snider 1978. Sphyrotheca mucroserrata ingår i släktet Sphyrotheca och familjen Sminthuridae. Inga underarter finns listade i Catalogue of Life.